# Musica della Calabria
La musica della Calabria fa parte della tradizione musicale italiana.
Come altre regioni, nel sud Italia, la Calabria per molti secoli fu parte integrante del Regno di Napoli e la vita musicale tendeva ad essere eclissata dalle attività della capitale al nord, i conservatori, i compositori, la musica ecclesiale.
Tuttavia, la Calabria moderna ha sviluppato una vibrante vita musicale basata sulla sua storia e dedicandosi alla costruzione di nuove strutture teatrali e musicali, molte delle quali vengono definite polivalenti e multifunzione.

## Musica popolare

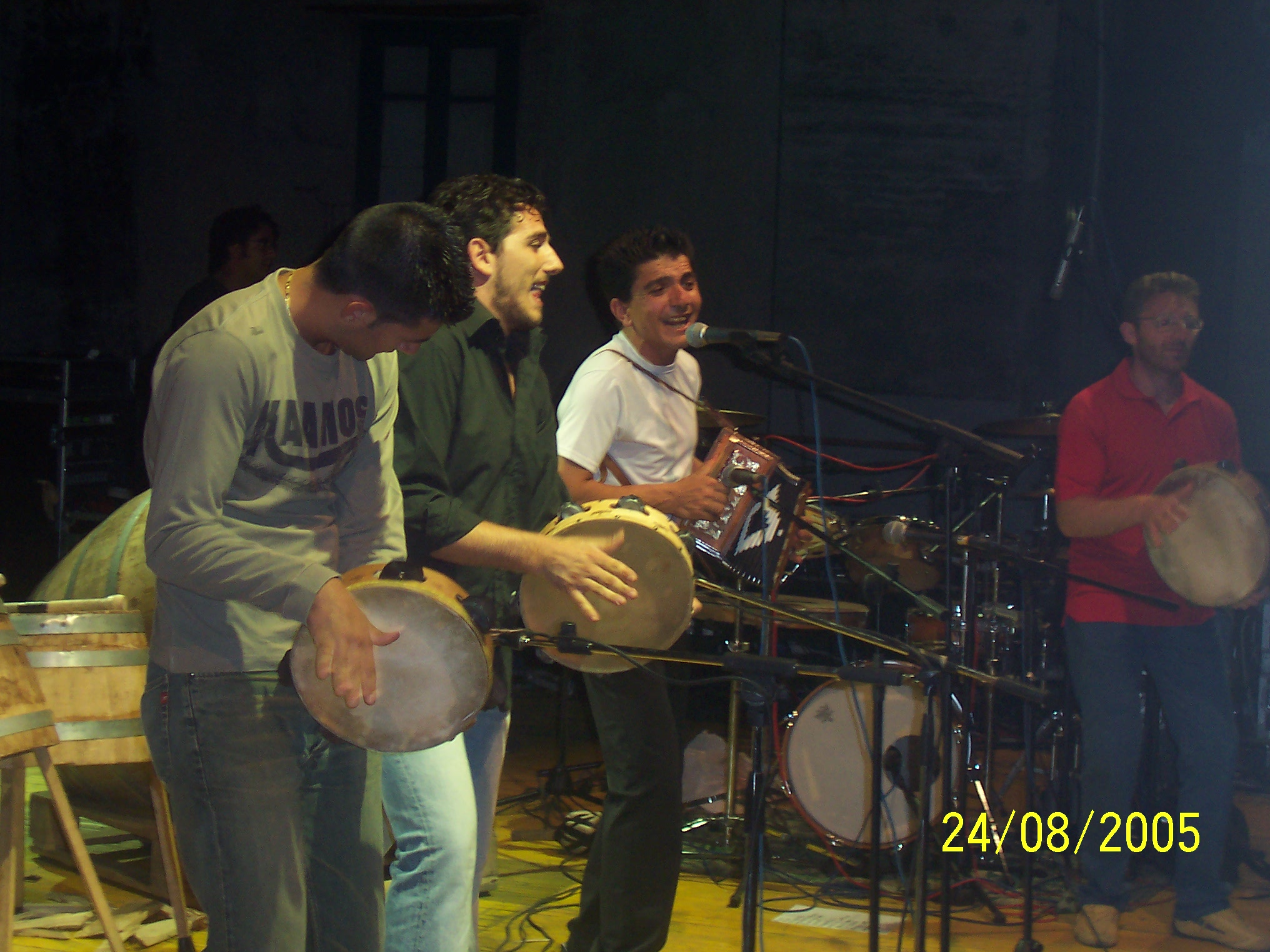
Suonatori di Tarantella

Viene comunemente definita "musica popolare" quella che identifica una comunità, etnia o popolo. Attualmente è preferibile distinguere la musica tradizionale (musica di tradizionale orale), espressione che racchiude gli strumenti, il suono, i repertori e le modalità esecutive di una zona/comunità riconosciute e funzionali alla stessa e che vengono tramandate di generazione in generazione, dalla musica popolare in generale che, pur avendo generalmente la medesima definizione, tende a comprendere oggi tutte quelle forme che vanno dalle espressioni folkloriche a quelle di riproposta e contaminazione in chiave moderna della musica tradizionale.
La musica tradizionale calabrese è quasi tutta musica a bordone con alternanza di due accordi.

## Strumenti tradizionali della musica calabrese

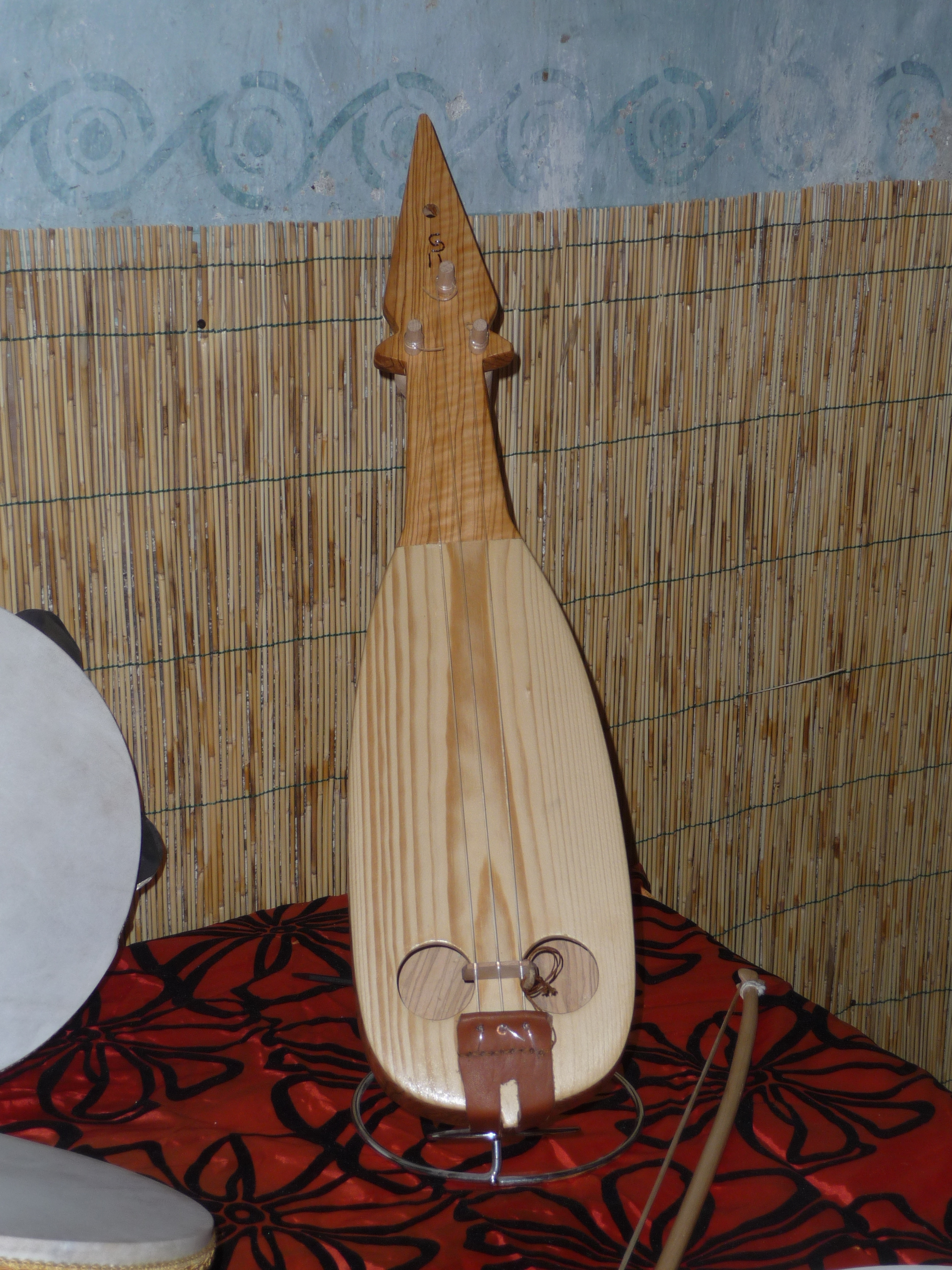
Lira calabrese

### Aerofoni
- Zampogna detta anche (Ciaramedde). Di questo strumento esistono diverse varianti: Zampogna a chiave (Provincia di Catanzaro e Vibo Valentia e in parte nella provincia di Reggio Calabria), Zampogna a paru (Provincia di Reggio Calabria e messinese), Zampogna "a moderna" (area dell'Aspromonte), Surdulina[2] (provincia di Catanzaro, Cosenza e nell'area del Pollino), Stifette (dell'area di Mesoraca (Crotone) ), Cornette (dell'area di Mesoraca) e Terzaroli. La zampogna viene usata per suonare musica pastorale o tarantelle.[3].
- Pipita, della famiglia degli oboe
- Fischietto di canna o legno
- Fischiotti "a paru" di canna
- Flauto armonico di corteccia
- Fischiettara: flauto di corteccia di 50 o 100 cm senza fori anche detto Zumbettana
- Organetto 2/4/8 bassi: fu importato dall'Abruzzo, ma ora viene prodotto anche in loco

### Cordofoni
- Lira calabrese: Veniva usata per musica pastorale o tarantelle, ora è usata anche per canzoni dai vari gruppi di musica popolare insieme agli altri strumenti musicali
- Chitarra battente (a fondo piatto o bombato)
- Chitarra francese
- Mandolino

### Idiofoni
- Garici (Raganella)
- Chitarreddha di zingari (Scacciapensieri, il siciliano Marranzano)
- bottiglia

### Membranofoni
- Tamburello
- Zucu (analogo al Putipù napoletano)

## Musicisti e gruppi

### Cantori tradizionali/popolari/folk
- Otello Profazio, cantante folk e ricercatore
- Mimmo Cavallaro, cantautore popolare

### Suonatori tradizionali di lira calabrese
- Giuseppe Fragomeni: Mirto di Siderno. Detto u Fanarra, suonatore e costruttore.

### Suonatori tradizionali di zampogna
- Ferdinando Scopacasa di Benestare. Detto u Capu zona

### Gruppi musicali
- Marenia - attività 1993-oggi
- Re Niliu - attività 1979-2001
- Agorà - dal 1989

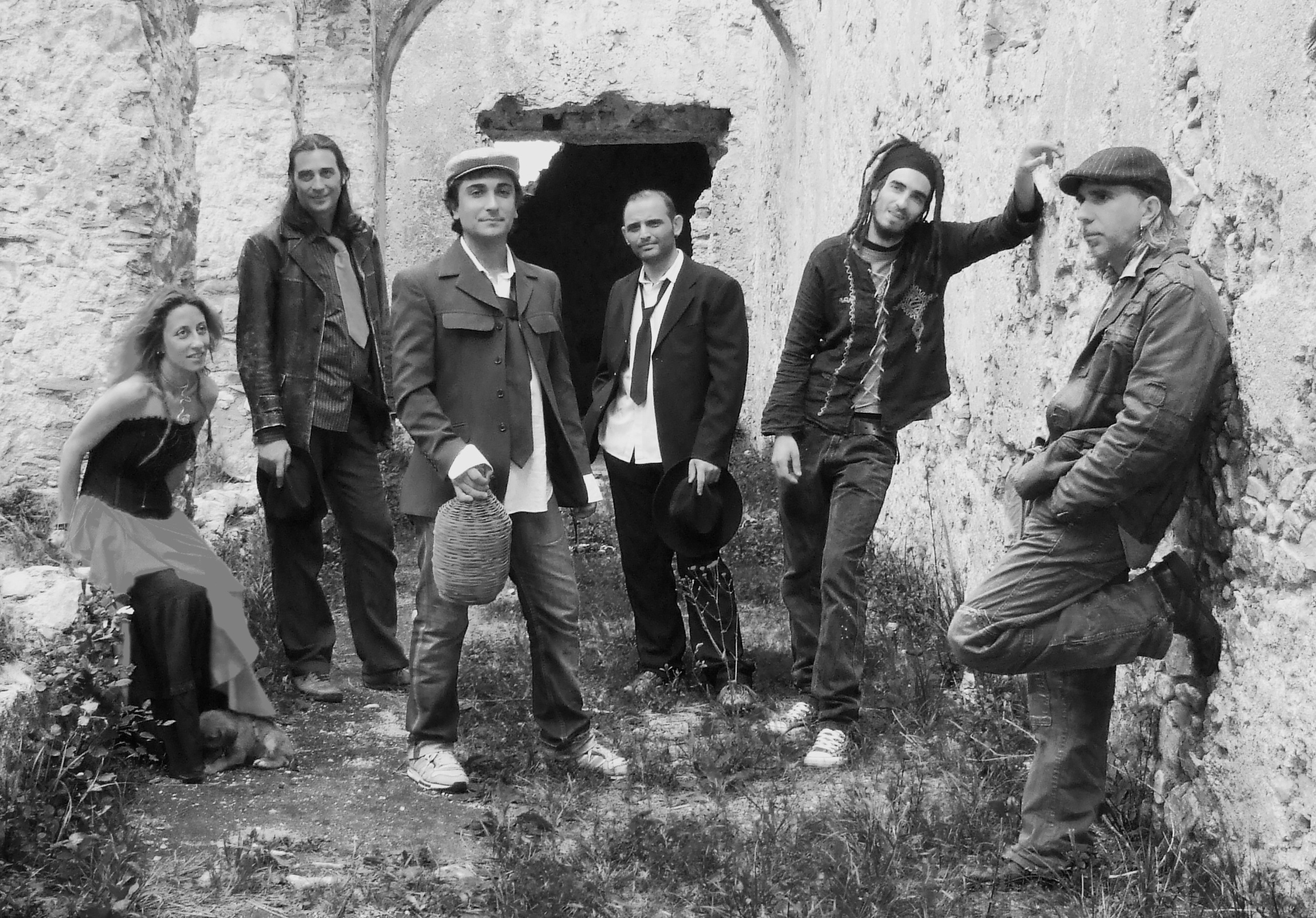
I Kalamu

- Il Parto delle Nuvole Pesanti - attività 1991-oggi
- Mattanza - dal 1997
- QuartAumentata - attività 1998-oggi
- Kalamu - attività 2005-oggi
- TaranProject - attività 2009-2015
- Amakorà (Premio Folk & World 2022) - attività 2011- Oggi
- Calabruzi
- Hosteria di Giò - attività 2012 - oggi
- Gruppo folclorico "Canterini di Serrastretta" - attività 1974-oggi
- veniva festeggiato nelle feste della citta

## Infrastrutture musicali e teatrali

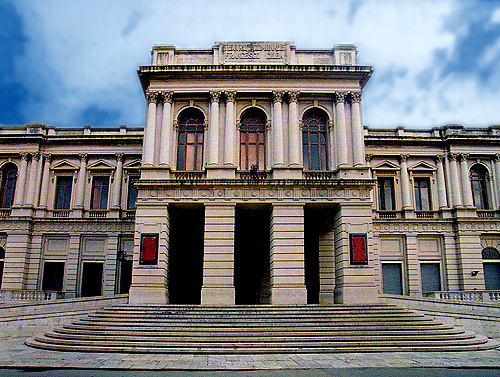
Teatro Comunale Cilea

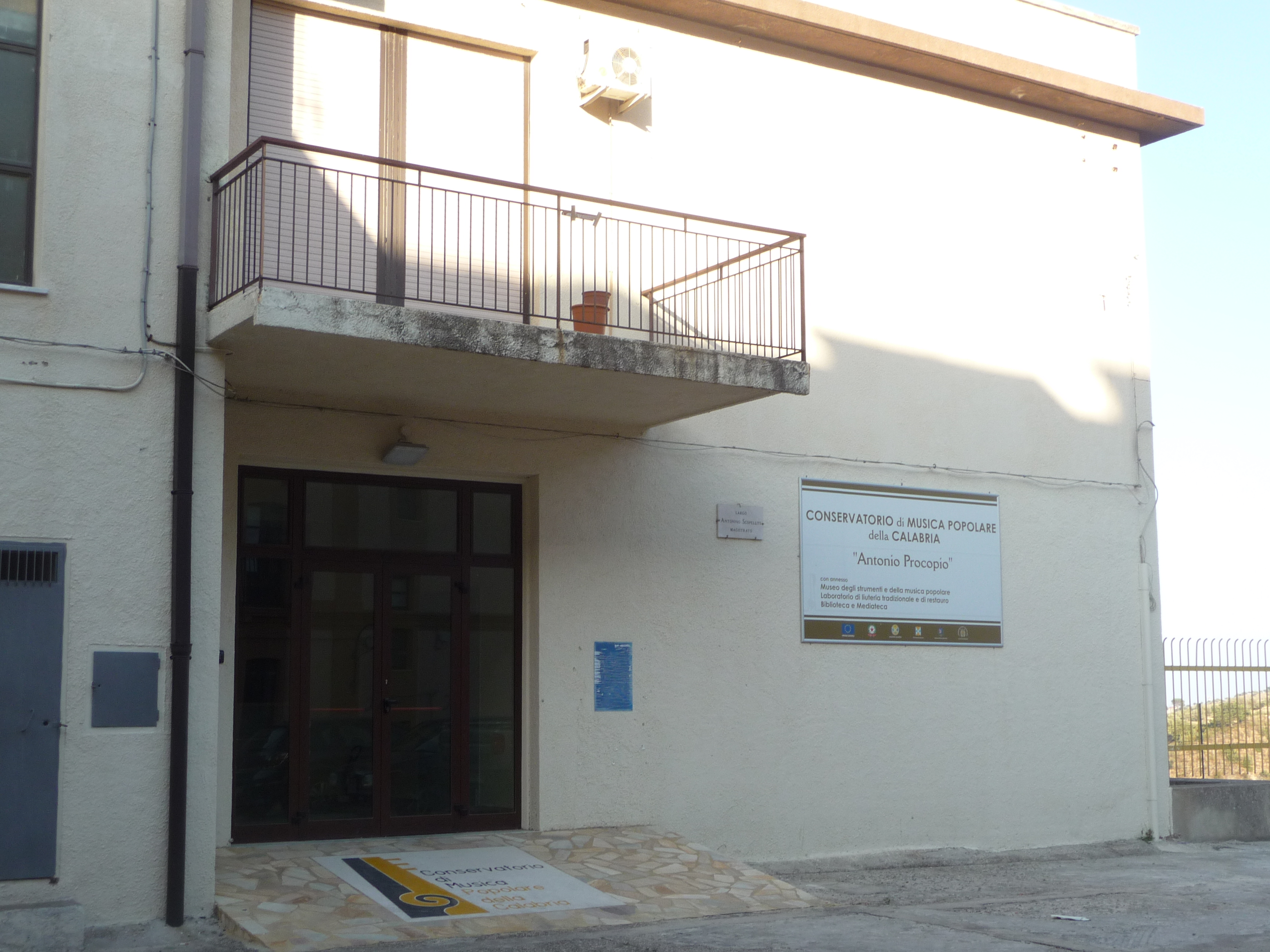
Conservatorio di Musica Popolare della Calabria (Isca sullo Ionio)

Numerose sono le infrastrutture presenti in tutto il territorio: il Teatro Politeama di Catanzaro, inaugurato il 29 Novembre 2002, grazie al contributo della Fondazione Catanzaro. All'interno sono state eseguite la versione dell'Aida di Franco Zeffirelli e il Rigoletto. Sempre sul catanzarese è anche presente il Teatro Masciari.
Il Teatro Rendano a Cosenza fu costruito nel 1909. Danneggiato dai bombardamenti della seconda guerra mondiale, fu ricostruito e riaperto successivamente, grazie all'influenza delle associazioni Quintieri e Jonica, legate al teatro e alla sua fondazione.
A Cosenza sorge inoltre il Conservatorio Stanislao Giocamantonio.
A Reggio Calabria sorge il meraviglioso Teatro Francesco Cilea. Costruito nel 1818, fu originariamente una delle più grandi case dell'Opera del Regno di Napoli. Gravemente danneggiato dal terremoto del 1908 e dai bombardamenti della Seconda Guerra Mondiale, successivamente è stato riaperto.
Nella città è anche presente il Conservatorio Francesco Cilea, il più grande della Calabria.
Il Conservatorio Fausto Torrefranca si trova a Vibo Valentia.
L'Istituto Superiore di Studi Musicali "Pyotr Ilyich Tchaikovsky" si trova a Nocera Terinese.
Si tratta di un Istituto di Alta Formazione Artistica e Musicale; con Decreto Ministeriale n. 64 del 1º aprile 2008, a firma del Ministro dell'Università e della Ricerca Fabio Mussi, è stato approvato lo statuto di autonomia entrando a far parte del sistema nazionale AFAM (Alta Formazione Artistica e Musicale).